# Филарет (Вахромеев)
Митрополи́т Филаре́т (бел. Мітрапаліт Філарэт; в миру — Кири́лл Варфоломе́евич Вахроме́ев, бел. Кірыл Варфаламеевіч Вахрамееў; 21 марта 1935, Москва — 12 января 2021, Минск) — митрополит Русской православной церкви, почётный Патриарший экзарх всея Беларуси, Герой Беларуси (1 марта 2006 года).
С 10 октября 1978 по 25 декабря 2013 года являлся предстоятелем Белорусской православной церкви.
По словам патриарха Московского и всея Руси Кирилла, «с апостольской ревностью свидетельствовал ближним и дальним о красоте и истинности Православия, способствовал созиданию мира и гражданского согласия на Белорусской земле».
Организовал перевод книг Священного Писания на белорусский язык.

## Происхождение
Вахромеевы — купеческий род города Ярославля. Генеалогическое древо насчитывает 290 человек. Непосредственным родоначальником принято считать прапрапрадеда Ивана Михайловича Вахрамеева, даты рождения и смерти которого неизвестны. У Ивана Михайловича было два сына — Александр (1813—1895) и Михаил (1817—1866).
Прапрадед Александр Иванович был женат трижды: его первая супруга Варвара Васильевна (1821—1840) скончалась в 19-летнем возрасте. Вторая супруга — Феодосия Михайловна родилась в 1821 году. Год её кончины не известен. От этого брака у них был сын Иван Александрович (1843—1908). Третьей супругой прадеда была Мария Михайловна, урождённая Латышева (1835—1888). У Александра Ивановича была ещё дочь, Надежда Александровна, в замужестве — Титова. Занимался он в основном торговлей, а позднее — мукомольным производством. Имел в Ростовском уезде водяную мельницу на реке Устье.
Семья получила широкую известность с конца XIX века, благодаря трудам прадеда Ивана Александровича Вахромеева, автора издания «Княжие и царские грамоты Ярославской губернии» (1881). Как и прапрадед, носил титул почётного гражданина Ярославля. С 1881 по 1887 год и с 1897 по 1905 год состоял ярославским городским головой. Занимался археологической деятельностью, а также коллекционированием предметов старины. Основал городскую биржу, первым председателем которой стал его родственник Николай Николаевич Вахрамеев.
Иван Вахрамеев был женат на Елизавете Семёновне, урождённой Кохоняткиной. Они обвенчались 16 февраля 1864 года. У супругов было шестеро детей — пять сыновей и дочь. Старший сын, Александр Иванович, был женат на Екатерине Алексеевне, урождённой Дружининой. Бракосочетание состоялось в 1894 году. В семье было семеро детей. 5 марта 1904 года родился отец Филарета (Кирилла) — Варфоломей Александрович.
Варфоломей Александрович (1904—1984) — преподаватель Академического музыкального училища при Московской консерватории, давал частные уроки. В числе его учеников были дети из семей советской номенклатуры. К 80-летию за составление «Учебника церковного пения для духовных школ» Варфоломей Вахромеев был награждён орденом святого равноапостольного князя Владимира II степени.
Мать — Александра Фёдоровна Вахромеева (в девичестве Смирнова) (1902—1981) и старшая сестра Ольга Вахромеева (1925—1997) тоже были педагогами московских музыкальных школ.
К 300-летию дома Романовых купцам Вахромеевым в 1913 году было пожаловано дворянство, после чего они переехали в Москву.

#### Изменение фамилии
В начале XX века прадед Иван Александрович решил изменить фамилию рода с Вахрамеевы на Вахромеевы, обусловливая это тем, что якобы далёким родоначальником семьи был некто Варфоломей, а по народному произношению — Вахромей. В связи с этим, было изменено название торговой фирмы: «Торговый дом хлебных товаров, И. А. Вахромеев с сыновьями». Во всех книжных изданиях имя печаталось по-новому. Например, в описании «Рукописей славянских и русских» с пятого тома они уже именуются как принадлежащие И. А. Вахромееву. Текст этого тома был подготовлен в 1905 году, а издан в 1906 году.

## Биография
Родился 21 марта 1935 года в Москве. В 1953 году окончил десять классов мужской средней школы № 557 Москворецкого района Москвы и в то же время музыкальную школу № 1 по классу хорового пения и контрабаса, директором которой с 1 октября 1944 года был его отец. Ещё в отрочестве прослушал все симфонии Петра Чайковского под управлением дирижёра Константина Иванова. Пробовал поступать в институт иностранных языков, однако ему было отказано даже в допуске к приёмным экзаменам из-за того, что он не состоял в комсомоле. Вскоре по наставлению крёстной матери сделал выбор в пользу служения Богу.
В 1953—1957 годах — воспитанник Московской духовной семинарии. В 1954—1961 годах нёс послушание иподиакона у митрополита Крутицкого Николая (Ярушевича), одновременно с иподиаконством у патриарха Алексия I. В 1957—1961 годах обучался в Московской духовной академии.
3 апреля 1959 года наместником Троице-Сергиевой лавры архимандритом Пименом (Хмелевским) пострижен в монашество с именем Филарет в честь праведного Филарета Милостивого.
26 апреля 1959 года патриархом Алексием за литургией в Богоявленском соборе в Москве был рукоположён во иеродиакона.
В 1961 году после окончания Московской духовной академии со степенью кандидата богословия оставлен при академии в качестве профессорского стипендиата с поручением чтения лекций по истории и разбору западных исповеданий на III курсе академии, а позже ему было поручено преподавание гомилетики в академии и семинарии. Темой его кандидатской работы было «Пастырское душепопечительство Филарета, Митрополита Московского, по его письмам».

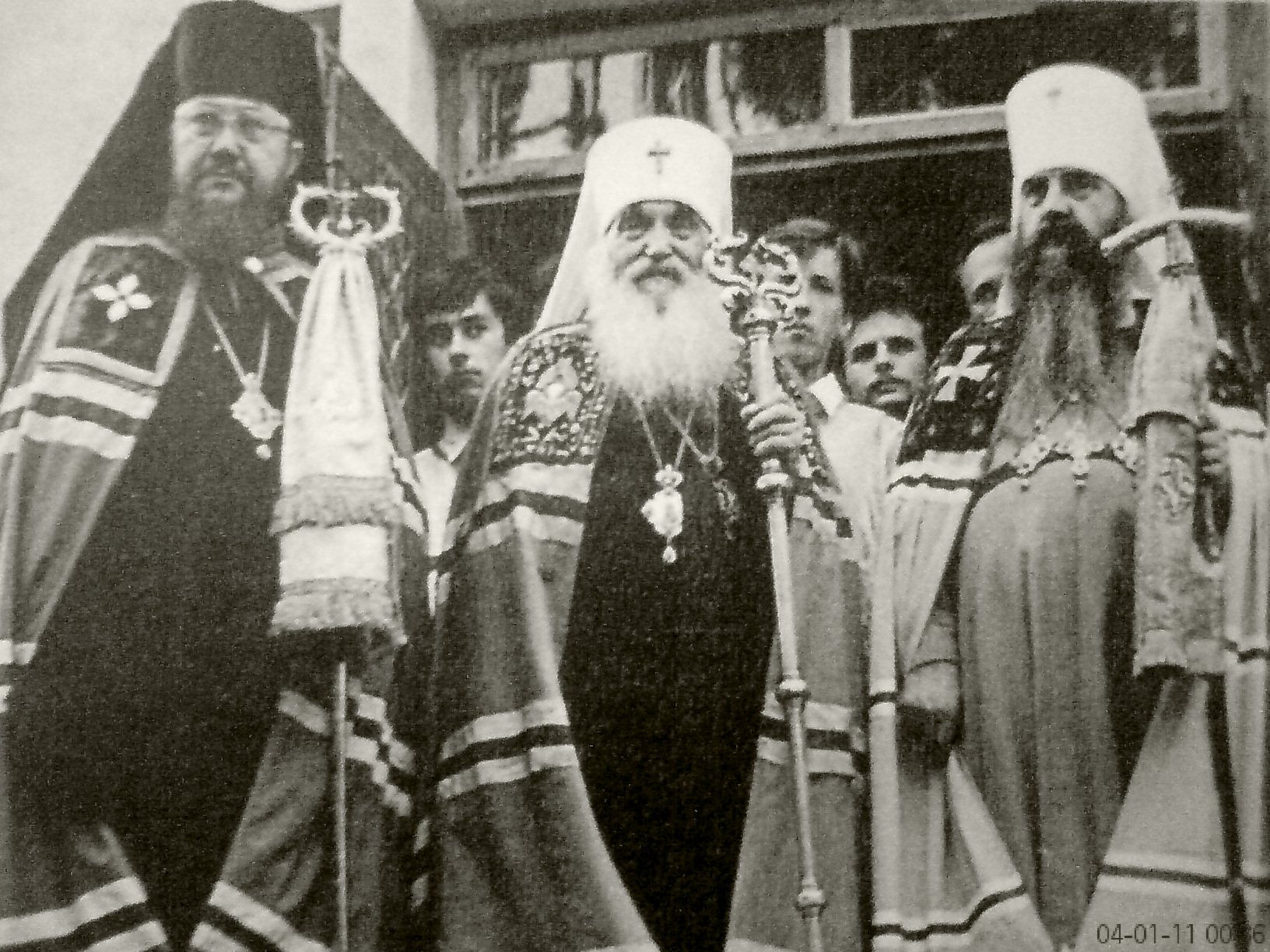
Митрополит Филарет крайний справа

14 декабря 1961 года за литургией в освящённой в честь праведного Филарета Милостивого крестовой церкви в Патриарших покоях Троице-Сергиевой лавры патриархом Алексием I был рукоположён во иеромонаха. С октября 1962 года — старший помощник инспектора Московской духовной академии. С мая 1963 года — инспектор Московской духовной академии (утверждён в должности в июне).
4 августа 1963 года в Успенском соборе Троице-Сергиевой лавры по благословению патриарха Алексия епископом Волоколамским Питиримом (Нечаевым) был возведён в сан игумена с возложением палицы и креста с украшениями, а 8 октября того же года — в сан архимандрита.
С сентября 1963 года — заведующий аспирантурой Московской духовной академии.
17 октября 1963 года назначен секретарём Комиссии Священного синода по вопросам христианского единства. С 27 июня по 7 июля 1964 года принимал участие во II Всехристианском мирном конгрессе, проходившем в Праге.
К 150-летию пребывания Духовной академии в Троице-Сергиевой Лавре указом Патриарха Алексия от 1 октября 1964 года архимандриту Филарету в числе других награждённых было присвоено звание доцента. В ноябре совместно с митрополитом Никодимом находился в заграничной командировке: Белград, Афины и Родос. На острове Родос в течение двух недель проходило Третье Всеправославное совещание.
18 ноября 1964 года скончался отец Константин (Ружицкий). По указанию Патриарха инспектору архимандриту Филарету поручалось временное исполнение обязанностей ректора академии. Назначение нового руководителя состоялось 22 декабря. Но лишь 4 февраля 1965 года вновь назначенный ректор епископ Филарет (Денисенко) прибыл для исполнения своих обязанностей.

### Архиерейство
8 октября 1965 года состоялось решение патриарха Алексия и Священного синода о его пребывании епископом Тихвинским, викарием Ленинградской епархии. 24 октября в Троицком соборе Александро-Невской лавры был хиротонисан во епископа; хиротонию совершали: митрополит Ленинградский и Ладожский Никодим (Ротов), архиепископы Пермский и Соликамский Леонид (Поляков), Херсонский и Одесский Сергий (Петров), Минский и Белорусский Антоний (Мельников), епископы Дмитровский Филарет (Денисенко), Кировский и Слободской Иоанн (Иванов), Вологодский и Великоустюжский Мелхиседек (Лебедев).
Так как митрополит Ленинградский Никодим (Ротов) бывал на своей кафедре наездами, все рабочие дни недели обычно проводя в Москве, в ОВЦС, и часто выезжал за границу, текущее руководство епархиальными делами осуществлял викарный епископ.

#### Ректор Московской духовной академии
С 14 мая 1966 года по 18 апреля 1973 года — епископ Дмитровский, викарий Московской епархии и ректор Московской духовной академии. Произошли постепенные изменения в подборе кадров помощников инспектора. Так, в предшествующие годы эту должность, в большинстве случаев, занимали выпускники в возрасте и исполняли свои обязанности на протяжении продолжительного периода времени, то с приходом епископа Филарета ситуация начала существенно меняться. Должность помощника инспектора стала восприниматься как необходимая ступень для молодого преподавателя или административного иеромонаха, на которой обычно долго не задерживаются. Процесс омоложения коснулся и других должностей.
С начала 1967 года были введены ознакомительные лекции и экскурсии для вновь поступивших, чтобы студенты смогли лучше познакомиться с традициями и порядками в Московских духовных школах. В 1969 году несколько музыкальных кружков, существовавших в Академии, были объединены в Регентский класс, который возглавил известный церковный регент Николай Васильевич Матвеев (1909—1992). Обучались в нём воспитанники Семинарии и студенты Академии, добровольно пожелавшие внеурочное время посвятить изучению регентского искусства.

Президиум Поместного собора РПЦ в 1990 году. Слева направо: архиепископ Смоленский и Калининградский Кирилл, митрополит Крутицкий и Коломенский Ювеналий, митрополит Ленинградский и Новгородский Алексий, митрополит Киевский и Галицкий Филарет, митрополит Минский и Белорусский Филарет, митрополит Ростовский и Новочеркасский Владимир, митрополит Харьковский и Богодуховский Никодим

С 28 ноября 1968 года по 21 октября 1971 года — второй заместитель председателя отдела внешних церковных сношений Московского патриархата.
С 20 марта 1969 года — член комиссии Священного синода по вопросам христианского единства, 10 октября назначен её секретарём. В условиях нагнетания вооружённого соперничества представители христианских конфессий острее ощущали потребность в диалоге и необходимость умиротворения опасного военно-политического противостояния в Европе и в мире. Именно поэтому РПЦ стала предпринимать серьёзные усилия по налаживанию межцерковных и межхристианских связей. Спустя тридцать лет эта комиссия была преобразована в Синодальную Богословскую комиссию и 28 декабря 1993 года Патриарший Экзарх всея Беларуси стал её председателем.
С 6 января 1971 года до 25 августа 1972 года временно управлял Калининской епархией.
9 сентября 1971 года возведён в сан архиепископа.
С 18 апреля 1973 года по 10 октября 1978 года — архиепископ Берлинский и Среднеевропейский, Патриарший экзарх Средней Европы.
15 апреля 1975 года возведён в сан митрополита.

#### Служение на Белорусской земле
С 10 октября 1978 года — митрополит Минский и Белорусский. На тот момент в Белоруссии насчитывалось 369 православных приходов и один действующий Свято-Успенский монастырь. Минская духовная школа была закрыта ещё в 1962 году, и власти надеялись, что число православных общин будет сокращаться по мере ухода из жизни старшего поколения священнослужителей.
Председатель Фонда Мира Беларуси Марат Егоров, рассказывая о тех временах, чётко обозначил, что с церковью ни государственные, ни общественные организации практически не сотрудничали, а единственной организацией, которая взаимодействовала с ней, был Белорусский фонд мира. В связи с этим сам митрополит Филарет вспоминает, что в 1980-е годы у церкви и государства была, наверное, единственная точка совпадения интересов — «миротворческое движение».
В самом начале служения митрополита Филарета в Белоруссии наблюдалось резкое увеличение числа белорусских студентов в духовных школах за пределами БССР, в частности, в Ленинградской семинарии, несмотря на то, что белорусским абитуриентам получить такого рода разрешение на поступление было очень трудно. В то время молодёжь практически вообще не имела возможности присутствовать даже на богослужениях. Архиепископ Гродненский и Волковысский Артемий (Кищенко) вспоминал, что до момента назначения митрополита Филарета в Белоруссии механизм «отлучения» от храма молодёжи был примитивно прост: по распоряжению государственных и партийных служащих молодёжь прогоняли церковные работники.
Касательно условий своего служения на новом месте митрополит Филарет вспоминал, что советским руководством находились разные причины, чтобы он не приезжал на далёкий сельский приход и не поднимал религиозный дух населения, из-за чего приходилось убеждать Председателя Совета по делам религий, что никаких контрреволюционных действий с его стороны не будет. Уполномоченный Совета по делам религий при Совмине СССР по Минску и Минской области (1976—1985) Иван Плахотнюк рассказывал, что с первых дней служения владыки Филарета в Белоруссии вряд ли у кого-нибудь из высокопоставленных лиц возникала мысль посоветовать ему надеть штатский костюм при посещении присутственных мест, что практиковалось ранее.
По инициативе митрополита Филарета в 1984 году Священным Синодом РПЦ было принято решение об учреждении Собора Белорусских Святых и установлении им общецерковного празднования. К 1985 году в Минске было завершено строительство здания епархиального управления. Позднее там была устроена домовая церковь, которую освятили в честь Собора Белорусских Святых. В 1987 году была издана граммофонная пластинка под названием «Похвала Белорусским святым».
В 1988 году состоялся первый контакт Православной Церкви в советской Беларуси с учёным миром посредством проходившей в Минском епархиальном управлении церковно-исторической конференции. По мнению главы исторического отдела Минского Епархиального Управления Геннадия Шейкина, именно благодаря владыке церковно-исторические исследования в Белоруссии сдвинулись с мёртвой точки.
Несмотря на определённые положительные сдвиги в церковно-государственных отношениях, к лету 1988 года действующими были лишь 369 православных храмов, что лишь на 9 церквей больше в сравнении с аналогичным показателем 1978 года. В то же время православные священнослужители получили доступ к средствам массовой информации, их стали приглашать для проведения встреч с общественностью и для участия в различных форумах и собеседованиях.
16 октября 1989 года в связи с образованием новых епархий на территории Белорусской ССР титул владыки был изменён на «Митрополит Минский и Гродненский, Патриарший экзарх всея Белоруссии».
30 декабря 1991 года, в момент вручения Советом по делам религий утвержденного несколькими днями ранее Священным Синодом Устава Белорусского Экзархата, митрополит Филарет сказал следующее: 

«С этого момента в истории Православной Церкви в Беларуси впервые появляется институт Экзархата. Это не формальный акт: его проявление – это ответ на злобу дня, ибо статус Экзархата предоставляет Белорусской Православной Церкви более самостоятельный образ действий… Я уверен, что решение о регистрации Устава Белорусского Экзархата безусловно поможет дальнейшему развитию нашей церковной жизни, а это, в свою очередь, послужит благу Отечества и белорусского народа»

9 мая 1990 года владыка Филарет вошёл в состав Синодальной библейской комиссии, а уже 16 июля вступил в должность председателя комиссии Священного синода РПЦ по содействию усилиям в преодолении последствий аварии на Чернобыльской АЭС.
С 18 февраля 1992 года владыка Филарет стал носить титул митрополита Минского и Слуцкого, Патриаршего Экзарха всея Беларуси. В этом же году в Беларуси впервые был привезён из Иерусалима Благодатный огонь от Гроба Господня.
В 1993 году начался ряд канонизаций белорусских святых, ежегодно стали проводиться Минские Епархиальные научно-богословские Чтения, первые из которых были посвящены 200-летию Минской епархии. 28 декабря этого же года стал председателем Синодальной Богословской комиссии (бывшая комиссия по вопросам христианского единства). Своеобразной вехой в летописи этого служения стала организация и проведение Первой Общецерковной богословской конференции «Православное богословие на пороге третьего тысячелетия», прошедшей в феврале 2000 года, на которой митрополит выступил с докладом «Оценка состояния и перспективы развития современного православного богословия». В первое десятилетие XXI века состоялось ещё несколько международных богословских конференций: «Учение Церкви о человеке» (2001), «Православное учение о Церкви» (2003), «Эсхатологическое учение Церкви» (2005), «Православное учение о церковных Таинствах» (2007), «Жизнь во Христе» (2010).
По инициативе владыки в 1993 году начинаются занятия на богословском факультете Европейского гуманитарного университета в Минске. Святейший Патриарх Московский и всея Руси Алексий II в своём выступлении 22 июля 1995 года перед студентами и преподавателями факультета определил этот проект как «действительно первый в бывшем Советском Союзе». В 2004 году факультет вошёл в состав Белорусского государственного университета с присвоением статуса института. Это был первый в республике опыт присутствия богословия в государственном университете.
В 1996 году, по инициативе и ходатайству митрополита Филарета, постановлением Священного Синода РПЦ началось обучение в Минской духовной академии, которая стала первой православной духовной академией на территории современной Беларуси. Трёхлетний учебный план был разработан под прямым руководством владыки. Свой первый выпуск Минская духовная академия осуществила в 1999 году.
Одним из плодов сотрудничества этих лет между государством и церковью стало учреждение в 1997 году ежегодной премии «За духовное возрождение». Начиная с сентября того же года, по благословению митрополита Филарета в минском Свято-Петро-Павловском Соборе на белорусском языке регулярно стал служиться молебен за белорусский народ с акафистом Антонию, Иоанну и Евстафию Виленским, а с января 1999 года — Божественная литургия, не считая крещений, венчаний, молебнов и панихид.
Данные на 1998 год показывали, что во многом благодаря неимоверным усилиям митрополита Филарета в границах БПЦ насчитывалось 5 мужских (79 насельников, из которых 43 монашествующих) и 7 женских (153 насельниц, из которых 92 монашествующих) монастырей, 13 православных братств и 21 сестричество. В систему духовного образования входили: духовная академия, семинария, богословский факультет, духовное училище, регентская школа, одни регентские курсы, школа катехизаторов, 2 детские иконописные школы, 200 воскресных школ. В Белорусском Экзархате в 1998 году насчитывалось 9 издаваемых газет и 6 журналов, свечной завод, 2 свечных мастерских при храмах и одна по иконописи, а также мастерская резьбы по дереву, одна по чеканке и 2 по швейному делу (без учёта монастырских).
Во время одного из визитов Святейшего Патриарха Алексия II Президент Белоруссии Александр Лукашенко дал свою оценку личности владыки: «Республике, конечно же, повезло, что возглавляет нашу Церковь здесь, на святой Белой Руси, Высокопреосвященнейший Филарет», а в свою очередь Алексий II, как бы подытоживая, сказал следующее: «Церковью [в Белоруссии] сделано столько, что сделать больше было бы выше силы человеческой».
С 2003 года в Белоруссии шло слаженное развитие отношений церкви и государства. Основу этого развития составляло Соглашение о сотрудничестве между Белоруссией и Белорусской Православной Церковью, подписанное 12 июня 2003 года. На основании данного документа были разработаны и подписаны Программы сотрудничества и иные совместные документы о взаимодействии церкви с рядом министерств и государственных учреждений, а также соответствующие документы местного уровня: между облисполкомами и епархиями Белорусского Экзархата, а в ряде регионов — на уровне районных исполнительных комитетов и церковных благочиний.
В июле-августе 2003 года митрополит Филарет принял участие в торжествах, посвящённых 100-летию канонизации преподобного Серафима, в подготовке которых принимал участие, и был награждён орденом Российской Федерации «За заслуги перед Отечеством» IV степени.
За многолетний личный вклад в духовное возрождение белорусского народа, укрепление дружбы и братских связей между народами, развитие межконфессионального диалога 1 марта 2006 года митрополит Филарет был удостоен звания Герой Беларуси.
25 января 2009 года Архиерейским собором РПЦ в Москве избран одним из трёх кандидатов на Московский патриарший престол. 27 января в ходе заседания Поместного собора Филарет взял самоотвод, призвав своих сторонников отдать голоса местоблюстителю патриаршего престола, митрополиту Смоленскому и Калининградскому Кириллу, избранному впоследствии патриархом.
В июле 2009 года вошёл в первый состав Межсоборного присутствия Русской православной церкви.
5 октября 2011 года решением Священного синода освобождён от должности председателя Синодальной библейско-богословской комиссии.
До ноября 2012 года возглавлял редакционную коллегию научно-богословского альманаха «Богословские труды».
25 декабря 2013 года Священный синод почислил митрополита Филарета на покой, назначив его почётным Патриаршим экзархом всея Беларуси, сохранив за ним право участия в работе Священного синода и почётное протокольное место за богослужениями и в официальных церемониях. Священный синод выразил «сердечную благодарность Преосвященному митрополиту Филарету за 35-летнее архипастырское окормление Белоруссии, которое отмечено выдающимися церковными достижениями, такими как открытие 10 епархий, многократное увеличение числа приходов, открытие новых монастырей, духовных школ, установление доброжелательного и конструктивного диалога с государственной властью и общественным организациями, поддержание достойного уровня межконфессиональных отношений, участие во внешней деятельности Московского Патриархата».
Не вошёл в новый состав Межсоборного присутствия Русской православной церкви, утверждённый 23 октября 2014 года решением Священного синода.
За 35-летний период пребывания митрополита Филарета во главе Белорусского Экзархата были возрождены исторические и учреждены новые православные епархии. Открыты 24 женских и 10 мужских монастырей. В несколько раз увеличилось число православных приходов, построены сотни новых и восстановлены многие разрушенные храмы и церковные здания.
После ухода на покой митрополит Филарет принимал участие в значимых церковных торжествах, общественных и государственных мероприятиях и присутствовал на заседаниях Синода Белорусского Экзархата,  в том числе на состоявшемся впервые в Минске 15 октября 2018 года заседании Священного Синода Русской Православной Церкви.
Последние годы жизни совершал богослужения в домовом храме в честь Собора белорусских святых Минского епархиального управления. В последний раз митрополит Филарет молился за Литургией 14 декабря 2020 года в домовом храме Минского епархиального управления в честь Собора Белорусских святых в день своего тезоименитства.
В декабре 2020 года был госпитализирован с коронавирусной инфекцией. Скончался 12 января 2021 года. Похоронен 15 января на территории Жировичского монастыря.

##### Помимо служения в Белоруссии
С 12 октября 1978 года по 1 февраля 1984 года — Патриарший экзарх Западной Европы.
С 16 ноября 1979 года по 28 марта 1984 года временно управлял Корсунской епархией.
С 14 апреля 1981 года по 13 ноября 1989 года — председатель отдела внешних церковных сношений (ОВЦС) Московского патриархата. Официальной причиной отставки стало расширение деятельности белорусского экзархата, однако истинные мотивы ухода остались неизвестны. В связи с тем, что Филарет оставил должность, был поднят вопрос о лишении его членства в Священном Синоде. Тем не менее, он сохранил свое место.
С 14 апреля 1981 года как председатель ОВЦС — постоянный член Священного синода.
С 22 июля 1981 года — заместитель председателя (по должности) постоянного рабочего президиума по подготовке и проведению юбилея 1000-летия Крещения Руси и глава рабочей группы по участию в праздновании других Церквей и по общественным проблемам. По мере приближения этого события, 23 декабря 1986 года владыка стал заместителем председателя оргкомитета по подготовке и проведению празднования 1000-летия Крещения Руси.
С 26 августа 1981 года — член Центрального комитета Всемирного совета церквей (ВСЦ).
1-2 октября 1981 года митрополит Филарет был избран Председателем Международного Подготовительного Комитета Всемирной конференции «Религиозные деятели за спасение священного дара жизни от ядерной катастрофы». Восемь месяцев спустя, с 10 по 14 мая 1982 года он председательствовал на данном форуме.
Как председатель ОВЦС участвовал в миротворческой деятельности, был вице-президентом Общества «СССР — Греция» и членом правления Общества «СССР — Кипр». 5 июня 1985 года избран (вместе с митрополитом Крутицким и Коломенским Ювеналием (Поярковым)) в состав Советского комитета за европейскую безопасность и сотрудничество.
С 1985 года — правящий архиерей Воскресенского прихода в городе Рабате (Марокко) по должности председателя ОВЦС.
19 апреля 1985 года поручено архипастырское окормление Патриарших приходов в Финляндии.
10 сентября 1987 года поручено архипастырское окормление Свято-Покровской общины в Сиднее (Австралия) по должности председателя ОВЦС.
С января 1990 года — председатель Синода Белорусской православной церкви.
В 1993—1994 годах — председатель комиссии по христологическому диалогу с Древневосточными православными церквами.
С 3 февраля 1994 года — священноархимандрит Свято-Благовещенского Ляденского мужского монастыря (Минская епархия).

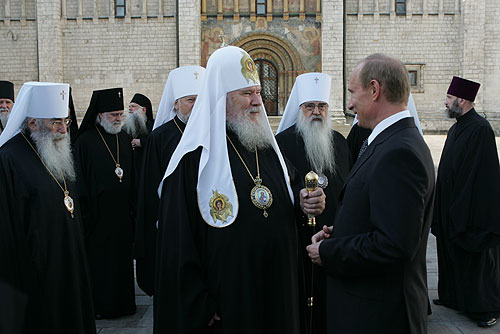
Владимир Путин на встрече с епископатом РПЦ. Патриарх Московский и всея Руси Алексий II (в центре), митрополит Минский и Слуцкий Филарет (за ним)

С 28 декабря 1996 года по 17 июля 1997 года — временно управляющий Полоцкой и Глубокской, а с 28 февраля по 4 июля 2002 года — Могилёвской и Мстиславской епархиями.
В 1999 году вступил в белорусское отделение Российского дворянского собрания (РДС). В октябре 2003 года Мария Владимировна подтвердила дворянство митрополита Филарета.

## Общественная и политическая деятельность
19 декабря 1983 года — избран председателем Общественной комиссии Советского комитета защиты мира по связям с религиозными кругами, выступающими за мир.
С 11 октября 1984 года — вице-президент Общества «СССР—Австрия» и заместитель председателя Центрального правления Общества.
С 23 января 1985 года — член Советского комитета защиты мира.
С 4 июня 1985 года — вице-президент Общества «СССР—Кипр» и член Центрального правления Общества.
С 5 июня 1985 года — член Советского комитета за европейскую безопасность и сотрудничество.
С 30 ноября 1987 года — вице-президент Общества «СССР—Греция» и член Центрального правления Общества.
15 декабря 1988 года избран бюро президиума Советского комитета защиты мира и правлением Ассоциации содействия ООН в СССР в состав избирательной комиссии по выборам народных депутатов СССР от движения за мир, объединяемого СКЗМ, и Ассоциации содействия ООН в СССР.
С 28 декабря 1988 года — вице-президент Международной ассоциации творческой интеллигенции «Мир культуры».
С 8 февраля 1990 года — член Совета Белорусского отделения Международного Фонда славянской письменности и славянских культур.
С 17 марта 1990 по 1995 годы — народный депутат Верховного Совета Белоруссии.
С 25 июля 1990 года — председатель Комиссии Верховного Совета БССР по вопросам депутатской этики.
С января по декабрь 1991 года — народный депутат СССР.
27 марта 2009 года на встрече Президента Республики Беларусь Александра Лукашенко с членами Синода БПЦ заявил: «В связи с исключительной важностью данной проблемы мы призываем ввести действенное регулирование интернет-содержимого на законодательном уровне».

## Публикации
- Торжественное заседание в Московской Духовной академии [празднование 50-летия епископского служения Святейшего Патриарха Алексия] // Журнал Московской Патриархии. 1963. — № 6. — С. 18-20.
- Преосвященному Председателю Издательского отдела Московской Патриархии епископу Волоколамскому Питириму [поздравление в связи с 20-летием журнала] // Журнал Московской Патриархии. 1963. — № 9. — С. 7-8. (в соавторстве с К. Ружицким и протоиереем А. Остаповым)<
- Отношение Русской Православной Церкви к западным инославным церквам // Журнал Московской Патриархии. 1963. — № 11. — С. 36-46.
- Окончание учебного года в Духовных школах. Московская Духовная академия и семинария // Журнал Московской Патриархии. 1965. — № 8. — С. 20-23.
- Приветственное слово участникам заседаний Рабочего комитета Христианской Мирной Конференции за обедом 3 июля 1967 года // Журнал Московской Патриархии. 1967. — № 8. — С. 52-53.
- С визитом дружбы [поездка на Кипр в ноябре 1968 г.] // Журнал Московской Патриархии. 1969. — № 1. — С. 16-18.
- Церковно-богослужебное почитание святых братьев Кирилла и Мефодия в России // Журнал Московской Патриархии. 1969. — № 6. — С. 51-52.
- Церковно-богослужебное почитание святых братьев Кирилла и Мефодия в России // Журнал Московской Патриархии. 1969. — № 7. — С. 41-46.<
- Московские духовные школы под руководством Святейшего Патриарха Алексия // Журнал Московской Патриархии. 1970. — № 2. — С. 17-22.
- Православно-лютеранские богословские собеседования в Финляндии. Коммюнике богословского собеседования между представителями Русской Православной Церкви и Финляндской Евангелическо-Лютеранской Церкви, состоявшегося в г. Турку в помещении курсового центра «Синаппи» 19-22 марта 1970 года // Журнал Московской Патриархии. 1970. — № 5. — С. 67. (с Мартти Симоёки)
- Православно-лютеранские богословские собеседования в Финляндии. Резюме богословского собеседования // Журнал Московской Патриархии. 1970. — № 5. — С. 68-69. (с Мартти Симоёки)
- Патриотический облик Святейшего Патриарха Алексия // Журнал Московской Патриархии. 1971. — № 4. — С. 66-69.
- Богословская основа миротворческой деятельности Церкви // Богословские труды. 1971. — № 7. — С. 215—221.
- Православно-Лютеранские богословские собеседования в Финляндии (коммюнике; резюме) // Богословские труды. 1971. — № 7. — С. 212—214. (с Мартти Симоёки)
- О Филиокве (к дискуссии со Старокатолической Церковью) // Журнал Московской Патриархии. 1972. — № 1. — С. 62-75.
- Его Святейшеству Святейшему Пимену, Патриарху Московскому и всея Руси [приветствие от участников II Богословского собеседования между делегациями Евангелическо-Лютеранской Церкви Финляндии и Русской Православной Церкви] // Журнал Московской Патриархии. 1972. — № 2. — С. 3. (с Мартти Симойоки)
- Коммюнике II Богословского собеседования представителей Русской Церкви и Евангелическо-Лютеранской Церкви Финляндии // Журнал Московской Патриархии. 1972. — № 2. — С. 55-56. (с Мартти Симойоки)
- Слово при открытии II Богословского собеседования [представителей Русской Церкви и Евангелическо-Лютеранской Церкви Финляндии] 12 декабря 1971 года // Журнал Московской Патриархии. 1972. — № 2. — С. 53-55.
- Богословские собеседования II между представителями Русской Православной Церкви и Евангелической Лютеранской Церкви Финляндии (в Троице-Сергиевой Лавре, г. Загорск, 12-16 декабря 1971 года). Коммюнике // Богословские труды. 1973. — № 11. — С. 162—163. (с Мартти Симоёки)
- Богословские собеседования II между представителями Русской Православной Церкви и Евангелической Лютеранской Церкви Финляндии (в Троице-Сергиевой Лавре, г. Загорск, 12-16 декабря 1971 года). Резюме по евхаристической теме // Богословские труды. 1973. — № 11. — С. 163—164. (с Мартти Симоёки)
- Богословские собеседования II между представителями Русской Православной Церкви и Евангелической Лютеранской Церкви Финляндии (в Троице-Сергиевой Лавре, г. Загорск, 12-16 декабря 1971 года). Резюме по теме «Справедливость и насилие» // Богословские труды. 1973. — № 11. — С. 192—193. (с Мартти Симоёки)
- Message pascal [Пасхальное послание (нового Экзарха в Западной Европе)] // Вестник Русского Западно-Европейского Патриаршего Экзархата. 1978. — № 97-100. — С. 4-6.
- Пасхальное послание // Вестник Русского Западно-Европейского Патриаршего Экзархата. 1978. — № 97-100. — С. 66-68.
- Message… à l’occasion de sa nomination comme administrateur provisoire du diocèse de Chersonèse [Послание при вступлении во временное управление Корсунской епархией] // Вестник Русского Западно-Европейского Патриаршего Экзархата. 1979. — № 101—104. — С. 4-5.
- Послание (при вступление во временное управление Корсунской епархией) // Вестник Русского Западно-Европейского Патриаршего Экзархата. 1979. — № 101—104. — С. 96-97.
- Тезисы [VIII Богословского собеседования «Арнольдсхайн-VIII» между представителями Русской Православной Церкви и Евангелической Церкви Германии (ФРГ) (10-13 октября 1979 года в Одессе)] к докладам «Надежда человечества на будущее» // Журнал Московской Патриархии. 1980. — № 3. — С. 55. (с архиепископом Астраханским и Енотаевским Михаилом и Юргеном Ролоффом)
- Святейшему Папе Иоанну Павлу II [соболезнование в связи с покушением на Папу Иоанна Павла II] // Журнал Московской Патриархии. 1981. — № 7. — С. 2.
- Речь на приеме по случаю 10-летия интронизации Святейшего Патриарха Московского и всея Руси Пимена // Журнал Московской Патриархии. 1981. — № 8. — С. 9-13.
- Interview accorée à l’archimandrite Jean (Renneteau), responsable pour les emissions orthodoxes de TF 1 [Интервью с руководителем передач первой программы французского телевидения архим. Иоанном (Реннето)] // Вестник Русского Западно-Европейского Патриаршего Экзархата. 1981. — № 105—108. — С. 11-14.
- Интервью с руководителем передач первой программы Французского телевидения архим. Иоанном (Ренето) // Вестник Русского Западно-Европейского Патриаршего Экзархата. 1981. — № 105—108. — С. 132—136.
- Доклад на Международной Межрелигиозной встрече 1 октября 1981 года // Журнал Московской Патриархии. 1981. — № 12. — С. 36-44.
- Речь [на IV заседании Смешанной богословской комиссии по православно-старокатолическому диалогу] // Журнал Московской Патриархии. 1981. — № 12. — С. 55-56.
- Его Святейшеству, Святейшему Патриарху Московскому и всея Руси Пимену [приветствие от участников IX Богословского собеседованию представителей Русской Православной Церкви и Евангелической Церкви в Германии, ФРГ («Арнольдсхайн-IX»)] // Журнал Московской Патриархии. 1982. — № 1. — С. 53. (с Хайнцем-Йоахимом Хельдом)
- Его Святейшеству, Святейшему Патриарху Московскому и всея Руси Пимену [приветствие от участников IX Богословского собеседованию представителей Русской Православной Церкви и Евангелической Церкви в Германии, ФРГ («Арнольдсхайн-IX»)] // Журнал Московской Патриархии. 1982. — № 1. — С. 53. (в соавторстве с Хайнц-Йоахимом Хельдом)
- Высокопреосвященному Иоанну, кардиналу Иоанну Виллебрандсу [к 100-летию со дня рождения Папы Иоанна XXIII] // Журнал Московской Патриархии. 1982. — № 2. — С. 6.
- Телеграмма президенту и генеральному секретарю НСЦХ в США [поздравление с 30-летием НСЦХ] // Журнал Московской Патриархии. 1982. — № 2. — С. 51.
- Доклад на заседании Комитета [Международного Подготовительного комитета Всемирной конференции «Религиозные деятели за спасение священного дара жизни от ядерной катастрофы», заседавшего в Москве 26-28 января 1982 года] 26 января 1982 года // Журнал Московской Патриархии. 1982. — № 3. — С. 5-13.
- Коммюнике собеседования делегаций Русской и Грузинской Церквей // Журнал Московской Патриархии. 1982. — № 6. — С. 66. (с митрополитом митрополитом Кутаисским и Гаенатским Николаем)
- Речь на открытии Всемирной конференции «Религиозные деятели за спасение священного дара жизни от ядерной катастрофы» // Журнал Московской Патриархии. 1982. — № 6. — С. 4-6.
- Доклад на встрече Глав и представителей Церквей и религиозных объединений в Советском Союзе, посвященной подведению итогов Всемирной конференции [«Религиозные деятели за спасение священного дара жизни от ядерной катастрофы»] (Троице-Сергиева Лавра, 6 июля 1982 года) // Журнал Московской Патриархии. 1982. — № 9. — С. 38-43.
- Объединённое коммюнике встречи представителей Церквей СССР и США (Женевская встреча, 28-30 июля 1982 года) // Журнал Московской Патриархии. 1982. — № 9. — С. 70-71. (в соавторстве с Клером Ренделлом)
- Речь на открытии Всемирной конференции «Религиозные деятели за спасение священного дара жизни от ядерной катастрофы» // Журнал Московской Патриархии. 1982. — № 11. — С. 39-41.
- Приветствие участникам VI Генеральной конференции АБКМ [Азиатской Буддистской Конференции за мир] // Журнал Московской Патриархии. 1982. — № 12. — С. 99-100.
- Коммюнике [в связи с визитом экуменической группы Церквам в Советском Союзе] // Журнал Московской Патриархии. 1983. — № 1. — С. 65-67. (с Луисом М. Вильсоном)
- Досточтимому муфтию Шамсуддину Бабаханову, председателю Духовного управления мусульман Средней Азии и Казахстана [поздравление с избранием его на пост муфтия и председателя Духовного управления мусульман Средней Азии и Казахстана] // Журнал Московской Патриархии. 1983. — № 2. — С. 12.
- Досточтимому почетному муфтию Зияутдинхану ибн ишан Бабаханову [поздравление с избранием его сына Шамсуддина Бабаханова на пост муфтия и председателя Духовного управления мусульман Средней Азии и Казахстана] // Журнал Московской Патриархии. 1983. — № 2. — С. 12.
- Телеграмма соболезнования в Президиум Верховного Совета СССР [Рабочего президиума и Секретариата Всемирной конференции «Религиозные деятели за спасение священного дара жизни от ядерной катастрофы» (Москва, 24-25 ноября 1982 года) в связи с кончиной Л. И. Брежнева] // Журнал Московской Патриархии. 1983. — № 2. — С. 62.
- Коммюнике о пребывании в Советском Союзе президента и генерального секретаря НСЦХ // Журнал Московской Патриархии. 1983. — № 3. — С. 59-60. (с Джеймсом Армстронгом и Рэнделлом Клером)
- Слово на открытии заседаний «круглого стола» [Международной конференции «круглый стол» религиозных деятелей и экспертов по вопросам экономических и нравственных последствий замораживания ядерного оружия (7-9 марта 1983 года)] // Журнал Московской Патриархии. 1983. — № 5. — С. 40-42.
- Речь при вручении ордена святого князя Владимира Геральду Гёттингу [председателю Христианско-Демократического Союза Германии] // Журнал Московской Патриархии. 1983. — № 8. — С. 11-12.
- К пребыванию в Москве руководителей Христианского социального объединения в Польше: коммюнике // Журнал Московской Патриархии. 1983. — № 10. — С. 36-37. (с Казимиром Моравским)
- Приветствие епископу д-ру Карои Тоту, президенту Христианской Мирной Конференции [в связи с 25-летием Христианской Мирной Конференции] // Журнал Московской Патриархии. 1984. — № 1. — С. 48-49.
- Выступление на юбилейном экуменическом собрании в Томаскирхе г. Лейпцига по случаю 500-летия со дня рождения Мартина Лютера (11 ноября 1983 года) // Журнал Московской Патриархии. 1984. — № 3. — С. 59-62.
- Ректору Софийской Духовной Академии имени святого Климента Охридского профессору протоиерею Николаю Шиварову [поздравление с 60-летием Софийской Духовной Академии] // Журнал Московской Патриархии. 1984. — № 3. — С. 55.
- Коммюнике о пребывании в Москве президента Христианского социального объединения в Польше Казимира Моравского // Журнал Московской Патриархии. 1984. — № 4. — С. 41-42. (с Казимиром Моравским)
- Архимандриту Никите, настоятелю русского Свято-Николаевского храма-подворья [в Софии: к 30-летию храма] // Журнал Московской Патриархии. 1984. — № 4. — С. 11.
- Речь при принятии диплома д-ра богословия honoris causa // Журнал Московской Патриархии. 1984. — № 4. — С. 54-59.
- Его Высокопреосвященству, Высокопреосвященнейшему Антонию, митрополиту Ленинградскому и Новгородскому, постоянному члену Священного Синода, председателю филиала Отдела внешних церковных сношений при Ленинградской митрополии [поздравление с 60-летием] // Журнал Московской Патриархии. 1984. — № 5. — С. 25-26.
- Телеграмма Председателю Президиума Верховного Совета СССР Константину Устиновичу Черненко // Журнал Московской Патриархии. 1984. — № 5. — С. 4.
- Коммюнике о пребывании в Советском Союзе делегации духовенства Римско-Католической Церкви в Чехословакии // Журнал Московской Патриархии. 1984. — № 6. — С. 59-61. (с Феранецем Йозефом)
- Вступительное слово на открытии [международной] конференции «круглый стол» [религиозных деятелей и экспертов о запрещении использования космического пространства в военных целях — «Космос без оружия»] 2 апреля 1984 года // Журнал Московской Патриархии. 1984. — № 6. — С. 36-38.
- Преосвященному епископу [Йоэнсускому] Тихону [поздравление с хиротонией] // Журнал Московской Патриархии. 1984. — № 8. — С. 4.
- Его Высокопреосвященству митрополиту Павлу Мар Григорию [соболезнование в связи с трагической кончиной премьер-министра Индии Индиры Ганди] // Журнал Московской Патриархии. 1985. — № 1. — С. 11.
- Коммюнике о пребывании в Москве делегации Христианского социального объединения в Польше // Журнал Московской Патриархии. 1985. — № 1. — С. 47-49. (с К. Моравским)
- Д-ру Теодору Пиффль-Перцевичу, президенту «Про Ориенте», г-ну Альфреду Штирнеманну, генеральному секретарю «Про Ориенте» [поздравление в связи с 20-летием организации «Про Ориенте»] // Журнал Московской Патриархии. 1985. — № 2. — С. 12.
- Его Высокопреосвященству кардиналу Францу Кёнигу, архиепископу Венскому [поздравление в связи с 20-летием организации «Про Ориенте»] // Журнал Московской Патриархии. 1985. — № 2. — С. 12.
- Приветственная телеграмма [участникам десятого богословского собеседования между представителями Русской Православной Церкви и Евангелической Церкви в Германии, ФРГ, — «Арнольдсхайн-Х»] // Журнал Московской Патриархии. 1985. — № 2. — С. 59.
- Генеральному секретарю ВСЦ д-ру Филипу Поттеру [поздравление с завершением его работы на посту генерального секретаря ВСЦ и с награждением его орденом св. князя Владимира I степени] // Журнал Московской Патриархии. 1985. — № 3. — С. 5.
- Митрополиту Силиврийскому Емилиану [поздравление с завершением его работы на посту представителя Константинопольского Патриархата при ВСЦ и с награждением его орденом св. князя Владимира II степени] // Журнал Московской Патриархии. 1985. — № 3. — С. 5.
- Межрелигиозная миротворческая деятельность Русской Православной Церкви // Журнал Московской Патриархии. 1985. — № 3. — С. 45-49.
- Высокопреосвященному митрополиту Таллинскому и Эстонскому Алексию, Епископу д-ру Кристофу Демке [приветствие участникам V богословского собеседования представителей Русской Православной Церкви и Союза Евангелических Церквей в ГДР «Загорск-V»] // Журнал Московской Патриархии. 1985. — № 4. — С. 63.
- Его Превосходительству г-ну Радживу Ганди, председателю Движения неприсоединения, Премьер-министру Республики Индия [послание от имени международной конференции «круглый стол» богословов и экспертов на тему «Новые опасности священному дару жизни и наши задачи»] // Журнал Московской Патриархии. 1985. — № 4. — С. 46. (с митрополитом Делийским и Севера Павлом Мар Григорием)
- Вступительное слово на открытии конференции «круглого стола» [богословов и экспертов на тему «Новые опасности священному дару жизни и наши задачи». Москва, 11-13 февраля 1985 года] 11 февраля 1985 года // Журнал Московской Патриархии. 1985. — № 4. — С. 37-41.
- Его Превосходительству господину Константину Устиновичу Черненко, Председателю Президиума Верховного Совета СССР [послание от имени международной конференции «круглый стол» богословов и экспертов на тему «Новые опасности священному дару жизни и наши задачи»] // Журнал Московской Патриархии. 1985. — № 4. — С. 45. (с митрополитом Делийским и Севера Павлом Мар Григорием)
- Приветственное послание участникам [встречи молодых христиан из социалистических стран (Суздаль, 26-28 ноября 1984 года)] // Журнал Московской Патриархии. 1985. — № 8. — С. 58.
- Телеграмма пастору д-ру Эмилио Кастро, генеральному секретарю Всемирного Совета Церквей [соболезнование по случаю кончины бывшего генерального секретаря Всемирного Совета Церквей д-ра Виллема А. Виссер’т Хоофта] // Журнал Московской Патриархии. 1985. — № 9. — С. 4.
- Речь на трапезе [в связи с 75-летием со дня рождения Святейшего Патриарха Пимена] 23 июля 1985 года // Журнал Московской Патриархии. 1985. — № 11. — С. 24-25.
- Епископу д-ру Тибору Барте [поздравление с 50-летием пастырского служения] // Журнал Московской Патриархии. 1986. — № 2. — С. 66.
- Письмо глав делегаций представителей Церквей из СССР и США Михаилу Сергеевичу Горбачеву, Генеральному секретарю ЦК КПСС // Журнал Московской Патриархии. 1986. — № 2. — С. 7. (с Ари Брауэром)
- Совместное заявление руководителей Церквей в СССР и США по поводу завершения встречи на высшем уровне // Журнал Московской Патриархии. 1986. — № 2. — С. 9-10. (в соавторстве с Ари Брауэром)
- Совместное заявление руководителей Церквей в СССР и США по случаю встречи на высшем уровне // Журнал Московской Патриархии. 1986. — № 2. — С. 7-8. (в соавторстве с Ари Брауэром)
- Поздравление М. И. Чуванову, председателю Московской Преображенской старообрядческой общины // Журнал Московской Патриархии. 1986. — № 3. — С. 57.
- Председателю Совета Евангелической Церкви в Германии епископу д-ру Мартину Крузе [поздравление с избранием на этот пост] // Журнал Московской Патриархии. 1986. — № 3. — С. 66.
- Совместно заявление представителей Русской Православной Церкви и Христианской социальной ассоциации в Польше // Журнал Московской Патриархии. 1986. — № 4. — С. 49. (с Казимиром Моравским)
- Выступление на встрече за «круглым столом» в Советском комитете солидарности стран Азии и Африки (9 октября 1985 года) // Журнал Московской Патриархии. 1986. — № 5. — С. 39-41.
- Установление христианства на Руси [речь при вручении ему диплома доктора богословия honoris causa на Евангелическом богословском факультете в г. Братиславе 14 июня 1985 года] // Журнал Московской Патриархии. 1986. — № 5. — С. 64-68.
- Установление христианства на Руси [речь при вручении ему диплома доктора богословия honoris causa на Евангелическом богословском факультете в г. Братиславе 14 июня 1985 года] // Журнал Московской Патриархии. 1986. — № 6. — С. 65-69.
- Приветствие Епископу д-ру Тибору Барта, президенту Экуменического Совета Церквей в Венгрии // Журнал Московской Патриархии. 1986. — № 7. — С. 63.
- Слово на торжественном акте, посвященном 40-летию Отдела внешних церковных сношений // Журнал Московской Патриархии. 1986. — № 7. — С. 20-23.
- Приветствия председателя ОВЦС // Журнал Московской Патриархии. 1986. — № 8. — С. 3-4.
- Коммюнике представителей Русской Православной Церкви и Польского католического объединения «Пакс» // Журнал Московской Патриархии. 1986. — № 9. — С. 64-65. (с Зеноном Комендером)
- Письмо участников Международной конференции «круглого стола» религиозных деятелей и ученых-экспертов на тему «Голод, нищета и гонка вооружений. — К новому нравственному порядку внутри стран и между ними» (Москва, 20-23 мая 1986 года) Генеральному секретарю ЦК КПСС М. С. Горбачеву // Журнал Московской Патриархии. 1986. — № 9. — С. 42-43. (с митрополитом Делийским и Севера Павлом Мар Григорием)
- Встреча представителей Русской Православной Церкви и Германской Епископской Конференции (ФРГ) [собеседование на тему «Евхаристия — знамение и исполнение веры, церковного единства и мира»]. Коммюнике // Журнал Московской Патриархии. 1986. — № 9. — С. 62-63. (с Фридрихом Веттером)
- Коммюнике представителей Церквей Великобритании и Ирландии с представителями Церквей в Советском Союзе // Журнал Московской Патриархии. 1986. — № 9. — С. 65-67. (с А. Бычковым, Джоном Хэбгудом и Дейвидом Коффи)
- Обращение участников Международной конференции «круглого стола» религиозных деятелей и ученых-экспертов на тему «Голод, нищета и гонка вооружений. — К новому нравственному порядку внутри стран и между ними» (Москва, 20-23 мая 1986 года) к Президенту США Рональду Рейгану // Журнал Московской Патриархии. 1986. — № 9. — С. 44. (с митрополитом Делийским и Севера Павлом Мар Григорием)
- Письмо участников Международной конференции «круглого стола» религиозных деятелей и ученых-экспертов на тему «Голод, нищета и гонка вооружений. — К новому нравственному порядку внутри стран и между ними» (Москва, 20-23 мая 1986 года) д-ру Пересу де Куэльяру, генеральному секретарю ООН // Журнал Московской Патриархии. 1986. — № 9. — С. 46. (с митрополитом Делийским и Севера Павлом Мар Григорием)
- Послание участников Международной конференции «круглого стола» религиозных деятелей и ученых-экспертов на тему «Голод, нищета и гонка вооружений. — К новому нравственному порядку внутри стран и между ними» (Москва, 20-23 мая 1986 года) лидерам шести стран // Журнал Московской Патриархии. 1986. — № 9. — С. 45-46. (с митрополитом Делийским и Севера Павлом Мар Григорием)
- Епископу Плоештинскому Нифону [поздравление с архиерейской хиротонией и с назначением председателем Отдела внешних церковных сношений Румынского Патриархата] // Журнал Московской Патриархии. 1986. — № 10. — С. 4.
- Поздравление Святейшему Патриарху Московскому и всея Руси Пимену в день 76-летия Его Святейшества [от Священного Синода] (Троице-Сергиева Лавра, 23 июля 1986 года) // Журнал Московской Патриархии. 1986. — № 10. — С. 7-8.
- Послание Архиепископу Турку и Финляндии д-ру Йону Викстрему [и участникам VII богословского собеседования между Русской Православной Церковью и Евангелическо-Лютеранской Церковью Финляндии (Миккели, Финляндия, 3-11 июня 1986 года)] // Журнал Московской Патриархии. 1986. — № 11. — С. 62.
- Выступление в телевизионной программе «Время» (1 сентября 1986 года) // Журнал Московской Патриархии. 1986. — № 12. — С. 55.
- Телеграмма д-ру Хансу Герни, Епископу Христо-Католической Церкви Швейцарии [поздравление с вступлением в должность Главы Христо-Католической Церкви Швейцарии] // Журнал Московской Патриархии. 1987. — № 1. — С. 58.
- Поздравительная телеграмма Его Высокопреосвященству Высокопреосвященнейшему Иосифу кардиналу Хеффнеру, архиепископу Кёльнскому, председателю Германской Епископской Конференции [с 80-летием] // Журнал Московской Патриархии. 1987. — № 4. — С. 51.
- Протоиерею Василию Тарасьеву [поздравление настоятеля подворья в Белграде с 30-летием служения в священном сане и награждением орденом Преподобного Сергия Радонежского II степени] // Журнал Московской Патриархии. 1987. — № 6. — С. 3.
- Вступительное слово [на открытии V Международной конференции: «круглый стол» богословов и экспертов на тему «Общая безопасность и морально-этические ценности». Москва, 18-20 марта 1987 года] // Журнал Московской Патриархии. 1987. — № 6. — С. 29-32.
- Слово на приеме в честь участников «круглого стола» [V Международной конференции: «круглый стол» богословов и экспертов на тему «Общая безопасность и морально-этические ценности» (Москва, 18-20 марта 1987 года)] (20 марта 1987 года) // Журнал Московской Патриархии. 1987. — № 6. — С. 45-46.
- Председателю Советского комитета защиты мира Генриху Аверьяновичу Боровику [поздравление в связи с избранием его на пост председателя Советского комитета защиты мира] // Журнал Московской Патриархии. 1987. — № 7. — С. 52.
- Проблемы становления русского национального самосознания в связи с Крещением Руси // Журнал Московской Патриархии. 1987. — № 7. — С. 72-74; № 8. — С. 70-72; № 9. — С. 67-71.
- Речь на приеме в честь участников и гостей [II Международной научной церковной конференции, посвященной 1000-летию Крещения Руси] // Журнал Московской Патриархии. 1987. — № 8. — С. 20-21.
- Крещение святого князя Владимира и Русской земли // Богословские труды. 1987. — № 28. — С. 52-72.
- Установление христианства на Руси // Богословские труды. 1987. — № 28. — С. 33-51.
- Заявление по прибытии в США 4 декабря 1987 года [о поддержке встречи в верхах в Вашингтоне] // Журнал Московской Патриархии. 1988. — № 3. — С. 3-4.
- Совместное послание церковных руководителей Советского Союза и Соединённых Штатов Америки Президенту США Рональду Рейгану и Генеральному секретарю ЦК КПСС Михаилу Горбачеву по случаю их вашингтонской встречи // Журнал Московской Патриархии. 1988. — № 3. — С. 4-5. (в соавторстве с Ари Р. Брауэром)
- Пребывание в Москве делегации Христианской Общественной Ассоциации в Польше. Коммюнике // Журнал Московской Патриархии. 1988. — № 7. — С. 52-53. (с Казимиром Моравским)
- Совместное Послание церковных руководителей США и СССР Генеральному секретарю ЦК КПСС М. С. Горбачеву и Президенту США Р. Рейгану в связи со встречей на высшем уровне в Москве // Журнал Московской Патриархии. 1988. — № 10. — С. 58-59. (с Клэром Ранделлом)
- L'établissement du christianisme en Russie // Вестник Русского Западно-Европейского Патриаршего Экзархата. 1988. — № 116. — С. 23-40.
- Установление христианства на Руси // Вестник Русского Западно-Европейского Патриаршего Экзархата. 1988. — № 116. — С. 97-115.
- Визит представителей Церквей и Библейских обществ Северных стран // Журнал Московской Патриархии. 1989. — № 4. — С. 47-49.
- Коммюнике о пребывании в Советском Союзе делегации Всемирного альянса Реформатских Церквей // Журнал Московской Патриархии. 1989. — № 8. — С. 61. (с Тотом Кароли)
- Поздравление епископу д-ру Мартину Крузе, председателю Совета Евангелической Церкви в Германии // Журнал Московской Патриархии. 1989. — № 10. — С. 58.
- Вступительное слово [перед открытием 40-й сессии ЦК ВСЦ, Москва, 17 июля 1989 года] // Журнал Московской Патриархии. 1989. — № 12. — С. 58-59.
- Генриху Александровичу Боровику, председателю Советского комитета защиты мира [поздравление в связи с 40-летием Советского комитета защиты мира] // Журнал Московской Патриархии. 1990. — № 1. — С. 58.
- Межправославные отношения и экуменическое движение на современном этапе // Журнал Московской Патриархии. 1990. — № 2. — С. 15-24.
- Из поздравления в день тезоименитства Святейшего Патриарха Алексия, 25 февраля 1993 года // Официальная хроника. Журнал Московской Патриархии. 1993. — № 3 (ОХ). 5.
- Слово после литургии в Богоявленском соборе; 10 июня [поздравление Святейшего Патриарха Алексия с днем интронизации] // Официальная хроника. Журнал Московской Патриархии. 1994. — № 1-3 (ОХ). 25.
- В сокровенной патриаршей тишине… // Журнал Московской Патриархии. 1995. спец. номер. — С. 10-16.
- Доклад на Архиерейском Соборе // Журнал Московской Патриархии. 1997. — № 5. — С. 62-73.
- Оценка состояния и перспектив развития современного православного богословия // Журнал Московской Патриархии. 2000. — № 4. — С. 82-96.
  - Оценка состояния и перспектив развития современного православного богословия: [Докл. на Богосл. конф. «Православное богословие на пороге третьего тысячелетия». Москва, 7-9 февр. 2000 г.] // Церковь и время. 2000. — № 2(11). — С. 15-39.
- Христианство и культура на пороге третьего тысячелетия // Исторический вестник. 2000. — № 5-6 (9-10). — С. 29-36.
- Дело соборного общецерковного разума // Журнал Московской Патриархии. 2001. — № 3. — С. 64-71.
- Вступительное слово на открытии Богословско-философской конференции «Пресвятая Троица» // Журнал Московской Патриархии. 2001. — № 8. — С. 82-88.
- Председатель Синодальной богословской комиссии. Вступительное слово на конференции «Учение Церкви о человеке» // Журнал Московской Патриархии. 2001. — № 12. — С. 57-65.
- Семья как малая Церковь в служении Богу и людям // Журнал Московской Патриархии. 2002. — № 11. — С. 44-51.
- Православие и медицина // Труды Минской духовной академии. — 2002. — № 1. — С. 4-10
- Вступительное слово на открытии [Международной] Богословской конференции Русской Православной Церкви «Православное учение о Церкви» [17 ноября 2004 года] // Журнал Московской Патриархии. 2003. — № 11. — С. 54-59.
- Владимир Лосский — богослов от Бога // Журнал Московской Патриархии. 2003. — № 12. — С. 51-57.
- Выступление на заседании Редакционной коллегии сборника «Богословские труды» 14 марта 2002 года // Богословские труды. 2003. — № 38. — С. 5-7.
- Богословие — дело Церкви // Труды Минской духовной академии. — 2003. — № 2. — С. 4-10.
- Проблемы богословской антропологии // Труды Минской духовной академии. — 2005. — № 3. — С. 4-12.
- Эсхатологическое учение Церкви // Труды Минской духовной академии. — 2006. — № 4. — С. 4-9.
- Церковная миссия русской эмиграции // Православное богословие и Запад в XX веке: История встречи: Материалы междунар. конф. Синод. богосл. комис. Русской Православной Церкви и итал. фонда «Христианская Россия» (Италия, 2004). — М., 2006. — С. 44-51.
- Священник Павел Флоренский // Богословские труды. 2007. — № 41. — С. 423—426.
- Беларусь: государство, религия, общество // Труды Минской духовной академии. — 2007. — № 5. — С. 5-10.
- Единение Церкви в разделяющемся мире // Труды Минской духовной академии. — 2008. — № 6. — С. 4-9.
- Христиане и иудеи: воля к диалогу // Труды Минской духовной академии. — 2009. — № 7. — С. 4-10.
- Прививка бессмертия // Труды Минской духовной академии. — 2010. — № 8. — С. 4-10.
- Геронтодицея: старчество как оправдание старости // Труды Минской духовной академии. — 2011. — № 9. — С. 4-8.
- Свидетельство: путь от молчания к слову и от слова к безмолвию // Труды Минской духовной академии. — 2012. — № 10. — С. 21—25.
- Предание как послушание слову // Труды Минской духовной академии. — 2014. — № 11. — С. 20-25.

## Награды
Награды Белоруссии

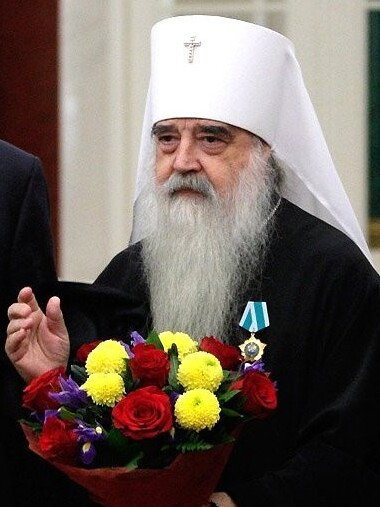
Митрополит Филарет во время церемонии вручения Ордена Дружбы в 2009 году

- Звание «Герой Беларуси» (1 марта 2006 года) — за исключительный личный вклад в духовное возрождение белорусского народа, укрепление дружбы и братских связей между народами, развитие межконфессиональный диалога[63]
- Орден Отечества III степени (23 сентября 1998 года) — за большой личный вклад в духовное возрождение белорусского народа[64]
- Орден Дружбы народов (18 марта 2005 года) — за большой вклад в укрепление дружбы и братских связей между народами, развитие межконфессионального диалога[65]
- Орден Почёта (20 октября 2008 года)— за значительный личный вклад в духовное возрождение белорусского народа, укрепление дружбы и культурных связей между народами Беларуси и России[66][67]
- Орден Франциска Скорины (22 октября 2003 года) — за большой вклад в духовное возрождение, укрепление дружбы между народами (в связи с 25-летием архипастырского служения на Белой Руси)[68][69]
- Медаль Франциска Скорины (14 марта 1995 года) — за многолетнюю плодотворную деятельность по возрождению, сохранению, развитию духовного и культурного наследия белорусского народа[70]
- Почётная грамота Президиума Верховного Совета Республики Беларусь (14 марта 1995 года) — за плодотворную государственную и общественную деятельность по возрождению, сохранению и развитию духовного и культурного наследия белорусского народа и в связи с 60-летием со дня рождения[71]
- Почётная грамота Совета Министров Республики Беларусь (21 марта 2000 года) — за большие заслуги по укреплению дружбы между народами, в честь празднования 2000-летия христианства и в связи с 65-летием со дня рождения[72]

Награды России
- Орден «За заслуги перед Отечеством» IV степени (29 июля 2003 года) — за большой вклад в возрождение духовно-нравственных традиций и укрепление дружбы и сотрудничества между народами[73][74]
- Орден Александра Невского (11 июля 2013 года) — за большой вклад в развитие дружественных отношений между народами и укрепление духовных традиций[75]
- Орден Дружбы (8 декабря 2009 года) — за большой вклад в развитие российско-белорусского сотрудничества и дальнейшее сближение народов России и Белоруссии[76]

Награды Украины
- Орден «За заслуги» III степени (27 июля 2013 года) — за значительный личный вклад в развитие духовности, многолетнюю плодотворную церковную деятельность и по случаю празднования на Украине 1025-летия крещения Киевской Руси[77]

Награды СССР и РСФСР
- Орден Дружбы народов (20 марта 1985 года) — за патриотическую деятельность в защиту мира и в связи с пятидесятилетием со дня рождения[78]
- Почётная грамота Президиума Верховного Совета РСФСР (3 июня 1988 года) — за активную миротворческую деятельность и в связи с 1000-летием крещения Руси[79]

Награды Польши
- Командор ордена Заслуг перед Польской Народной Республикой (5 октября 1987 года)

Награды РПЦ
- Орден святого равноапостольного великого князя Владимира I степени (1971)
- Орден преподобного Сергия Радонежского I степени (7 сентября 1981) — за большие заслуги в церковном, миротворческом и патриотическом служении
- Орден преподобного Серафима Саровского I степени (21 марта 2005) — во внимание к усердному архипастырскому служению и в связи с 70-летием со дня рождения[80]
- Орден святителя Иннокентия, митрополита Московского и Коломенского I степени (2009) — во внимание к усердным миссионерским трудам и в связи с 50-летием служения в священном сане[81]
- Орден преподобного Андрея Рублёва I степени (24 октября 2003) — во внимание к возрождению епархиальной, монашеской и приходской жизни в Белорусском Экзархате и в связи с 25-летием пребывания на Минской кафедре[82]
- Орден святого благоверного князя Даниила Московского І степени (23 ноября 1990) — в связи с 25-летием епископского служения
- Орден святого равноапостольного великого князя Владимира II степени (1969)
- Орден святого Нестора Летописца I степени (Украинская Православная Церковь, 2003)
- Право ношения второй панагии (2 сентября 1977)
- Памятная панагия с изображением Жировичской иконы Божией Матери (24 марта 1985)
- Именная панагия (4 июля 1988) — за активное участие в подготовке и проведении юбилейных торжеств, посвящённых 1000-летию Крещения Руси
- Право служения с предносным крестом в пределах Белорусского экзархата (2010 год, награждён к 75-летию со дня рождения)[83]
- Орден святителя Алексия, Митрополита Московского І степени (21 марта 2015) — в связи с 80-летием со дня рождения
- Медаль святителя Марка Ефесского І степени (19 мая 2016, Отдел внешних церковных связей Московского патриархата)[84].
- Медаль священномученика Владимира Хираско I степени (Синодальный отдел религиозного образования и катехизации Белорусской православной церкви, 3 июня 2018)[85]
- Медаль Марьиногорской иконы Божией Матери (Борисовская епархия Белорусской православной церкви, 22 июля 2018)[86]

Награды Поместных православных церквей
- Орден Гроба Господня с частицей Животворящего Древа II степени (Иерусалимская Православная Церковь, 31 мая 1968)
- Орден святой равноапостольной Марии Магдалины I степени (Польская православная церковь, 1985)
- Орден святых равноапостольных Кирилла и Мефодия I степени (Чехословацкая православная церковь, 1985)

Награды инославных церквей
- Орден епископа Францишека Ходуры (Польско-католическая церковь, 1985)
- Орден епископа Францишека Ходуры I степени (Польско-католическая церковь, 1987)

Почётные учёные степени
- Почётный член Ленинградской духовной академии (11 июня 1970)
- Почётный член Московской духовной академии (7 мая 1974)
- Почётный доктор богословия Прешовского богословского православного факультета (ЧССР, 16 марта 1982)
- Почётный доктор богословия Богословского факультета Университета им. Мартина Лютера (Галле, ГДР, 15 ноября 1983)
- Почётный доктор богословия и золотая докторская цепь Словацкого евангелического богословского факультета (Братислава, ЧССР, 14 июня 1985)
- Почётный доктор богословия Богословского факультета имени Яна Амоса Коменского (Прага, 25 ноября 1986)
- Почётный доктор Белорусского государственного университета (1993)
- Почётный доктор Гродненского государственного медицинского университета (31 мая 2001)
- Почётный доктор богословия Свято-Владимирской духовной семинарии и докторский крест (Крествуд, Нью-Йорк, США, 5 октября 2002)
- Почётный профессор Витебского государственного университета (14 октября 2002)
- Почётный доктор богословия Свято-Сергиевского православного богословского института (Париж, Франция, 11 апреля 2003)
- Почётный доктор Христианской богословской Академии в Варшаве (28 сентября 2007)
- Почётный профессор Гродненского госуниверситета имени Янки Купалы (21 сентября 2009)[87]

Звания почётного гражданина
- Почётный гражданин города Минска (2003)
- Почетный гражданин города Полоцка (2004)[88]
- Почётный гражданин города Коломна

Иные награды

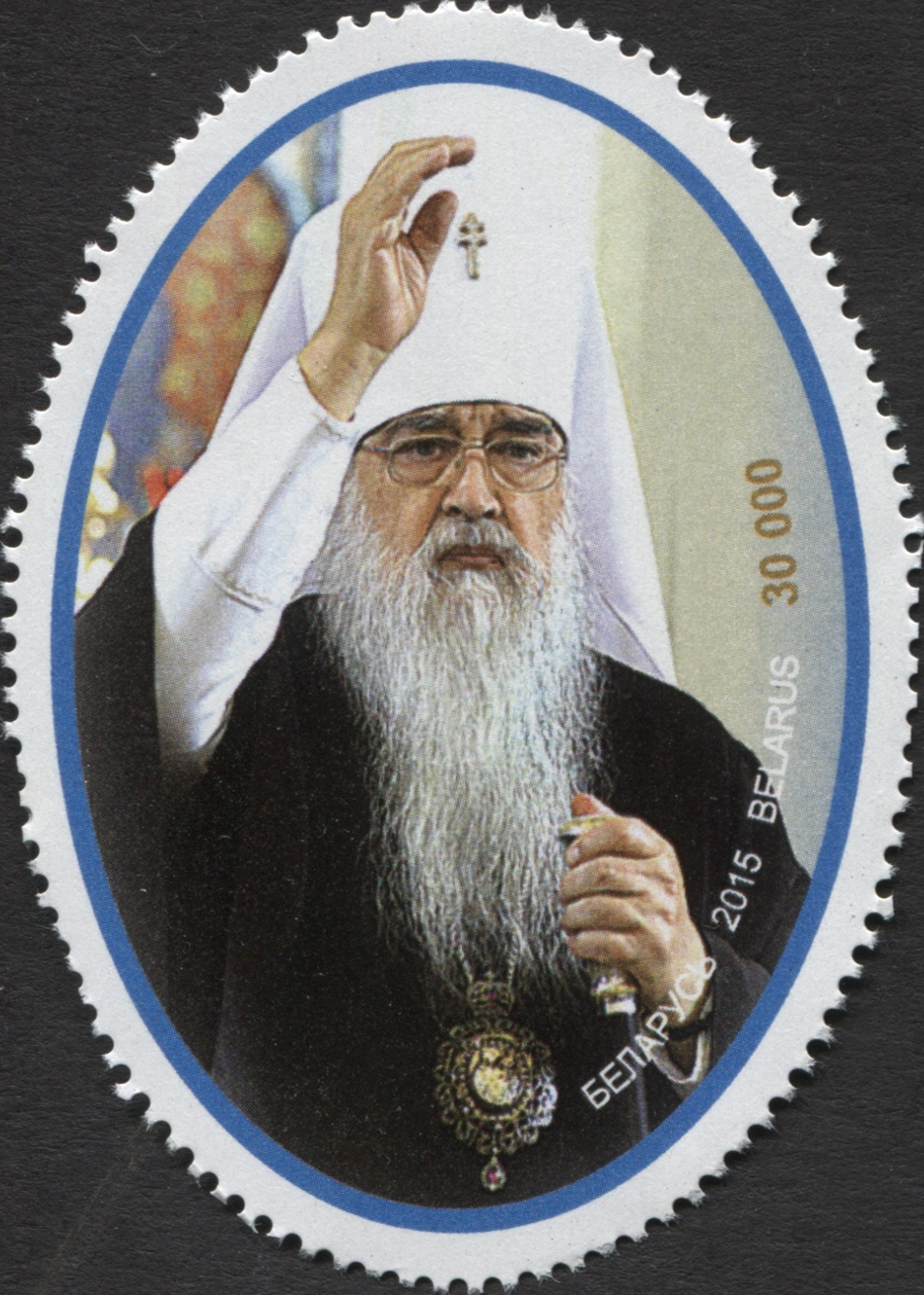
Почтовая марка Белоруссии (2015)

- Почётная грамота Советского комитета защиты мира (14 апреля 1971)
- Почётная медаль Национального Совета Национального Фронта ГДР (13 октября 1978)
- Почётная медаль Правления Советского фонда мира (22 мая 1981) — за заслуги перед Движением сторонников и борцов за мир, за большой личный вклад в дело укрепления мира между народами
- Почётный знак Советского фонда мира (16 декабря 1982)
- Золотая медаль им. Отто Нушке — высшая награда Христианского-демократического союза Германии (18 марта 1985)
- Почётная медаль Советского комитета защиты мира «Борцу за мир» (19 марта 1985)
- Знак Общества польско-советской дружбы «За братскую помощь и сотрудничество» (23 марта 1985)
- Почётная грамота Белорусского отделения Советского фонда мира (1985)
- Медаль ХОА «Блаженны миротворцы» (Польша, 1985)
- Золотая медаль Чехословацкого общества международных связей (17 июня 1985) — за заслуги в развитии дружбы и сотрудничества между народами Чехословакии и СССР
- Премия общества «Пакс» им. Болеслава Пясецкого (Варшава, Польша, 30 августа 1988) — за активные труды на ниве экуменического и миротворческого делания
- Орден Александра Невского от главы Российского императорского дома Марии Владимировны Романовой (2005)[89]
- Медаль «За заслуги перед университетом» Гродненского госуниверситета имени Янки Купалы[87]

## Память
- 13 ноября 2021 года Гродненский городской Совет депутатов принял решение о переименовании в Гродно части улицы Горького в честь митрополита Филарета, почётного патриаршего экзарха всея Беларуси и Героя Беларуси[90].
- 3 мая 2022 года, в день Радоницы, состоялось торжественное открытие памятника Филарету (Вахромееву) у центрального входа в Свято-Духов собор в Минске, в котором владыка Филарет начинал своё служение как правящий архиерей. В открытии приняли участие патриарший экзарх всея Беларуси митрополит Минский и Заславский Вениамин и президент Республики Беларусь Александр Лукашенко, архиереи Белорусского экзархата, представители светской власти. Фигура создана авторским коллективом под руководством скульптора Андрея Хотяновского[91][92].
- 17 марта 2023 года на факультете международных отношений Белорусского государственного университета состоялось открытие именной аудитории, посвящённой митрополиту Филарету (Вахромееву), первому Патриаршему экзарху всея Беларуси, Герою Беларуси[93].
- 1 сентября 2023 года Гимназии №3 в Бобруйске присвоено имя митрополита Филарета (Вахромеева)[94][95] .
- 26 мая 2024 года в Гродно на территории храма Святителя Николая Чудотворца открыт памятник митрополиту Филарету (Вахромееву), первому Патриаршему Экзарху всея Беларуси[96].
- Памятный знак митрополиту Филарету в Речице (2024)[97]. Расположен рядом со Свято-Успенским собором.